# María Goiricelaya
María Goiricelaya Burón (Bilbao, 26 de gener de 1983) és una directora, dramaturga, actriu, especialista en veu i investigadora teatral basca.

## Biografia
El 2005 es va llicenciar en Comunicació Audiovisual per la Universitat del País Basc (UPV/EHU). L'any 2006 va realitzar un postgrau en Teatre i Arts Escèniques a la mateixa universitat. L'any 2007 va realitzar un un Màster en Arts Escèniques i Teatre Musical (MA. in Music Theatre) a la Royal Central School of Speech & Drama (Universitat de Londres). L'any 2009 va realitzar un Màster en Arts Escèniques a la Universitat Rei Joan Carles.
Especialista en veu, s'ha format al Roy Hart Center (França), Teatr Piesn Kozla (Polònia), Yoshi Oida (Romania), així com en Text i Vers Clàssic Espanyol. Des de 2008 forma part de la companyia de teatre basca KABIA com a actriu i investigadora. Va treballar durant vuit anys com a reportera d'informatius a Antena 3 i també com a professora de veu en nombroses escoles d'interpretació del País Basc.
L'any 2016 es va doctorar en Teatre i Arts Escèniques, per la Facultat de Belles Arts de la UPV/EHU amb la seva tesi: "El entrenamiento vocal del actor en los siglos XX y XXI. Hacia una antropología de la voz escénica". L'any 2019 va realitzar el Màster en Gestió Cultural de la Universitat Oberta de Catalunya (UOC).
L'any 2017, juntament amb l'actriu Ane Pikaza, va crear la companyia La Dramática Errante, amb tres eixos principals de treball: el suport als espais de creació per a les dones, la normalització del basc, i el compromís amb la difusió de temes amb impacte social. L'any 2021, Altsasu va ser el primer projecte que van signar com a companyia de manera oficial i va sorgir dins del projecte Cicatrizar del centre de recerca, formació i creació teatral Nuevo Teatro Fronterizo. A finals de 2021, Goiricelaya i Pikaza van ser nomenades noves directores artístiques del Festival de Teatre de Olite.
És programadora artística de la Sala BBK de Bilbao. Des de 2021 forma part del Centre Dramàtic Nacional des del seu programa de Residencias Dramáticas.

## Obra
- 2018 Ocaña, homenatge teatral al pintor sevillà José Pérez Ocaña (1947-1983). Obra escrita per Unai Izquierdo.[9]
- 2019 Lyceum Club, homenatge al primer club que va lluitar per la defensa dels drets de les dones a Espanya.[10]
- 2020 Ama Kuraia / Madre Coraje per al teatre Arriaga de Bilbao.[11]
- 2020 Harri Orri Ar / El patio de mi casa, un espectacle teatral que vol curar ferides mirant als ulls.[12]
- 2021 Yerma, en basc i en castellà.[13]
- 2021 Altsasu, en tot just 24 hores un poble es converteix en un plató de televisió i en un assumpte d'Estat.[14]

## Premis i reconeixements
- 2021 Residència en el Centre Dramàtic Nacional.[15]
- 2021 Finalista en la XXIV edició dels Premis MAX de teatre per El patio de mi casa.[16]
- 2021 Candidata a sis Premis Max de les Arts Escèniques per Ama Kuraia / Madre Coraje.[17]
- 2023 Premi Max a millor adaptació o versió teatral per Yerma.[18]